# Epistenia burksi
Epistenia burksi är en stekelart som beskrevs av Karl-Johan Hedqvist 1968. Epistenia burksi ingår i släktet Epistenia och familjen puppglanssteklar. Inga underarter finns listade i Catalogue of Life.